# Phil Dwyer
Philip Joseph "Phil" Dwyer (født 28. oktober 1953 i Cardiff, død 30. november 2021) var en walisisk fodboldspiller (forsvarer).
Bortset fra et kortvarigt lejeophold i England hos Rochdale tilbragte Dwyer hele sin karriere hos Cardiff City F.C. i sin fødeby. På trods af, at han stoppede karrieren allerede som 32-årig, er han indehaver af klubrekorden for flest kampe for Cardiff, med i alt 573 optrædener for klubben.
Dwyer spillede desuden ti kampe og scorede to mål for det walisiske landshold. Hans første landskamp var et opgør mod Iran 18. april 1978, hvor han også scorede kampens enlige mål, hans sidste en EM-kvalifikationskamp mod Vesttyskland 17. oktober 1979.